# Olympische Sommerspiele 1988/Teilnehmer (Papua-Neuguinea)
| Gelbes Symbol für Goldmedaillen mit stilisierten Olympischen Ringen | Graues Symbol für Silbermedaillen mit stilisierten Olympischen Ringen | Braundes Symbol für Bronzemedaillen mit stilisierten Olympischen Ringen |
| ------------------------------------------------------------------- | --------------------------------------------------------------------- | ----------------------------------------------------------------------- |
| —                                                                   | —                                                                     | —                                                                       |

Papua-Neuguinea nahm an den Olympischen Sommerspielen 1988 in Seoul, Südkorea, mit einer Delegation von elf Sportlern (neun Männer und zwei Frauen) teil.

## Teilnehmer nach Sportarten

### Boxen
- Jonas Bade
Halbweltergewicht: 1. Runde

- Washington Banian
Halbfliegengewicht: 2. Runde

### Gewichtheben
- Pinje Malaibi
Leichtgewicht: 19. Platz

- Roger Token
Mittelgewicht: 20. Platz

### Leichtathletik
- Poloni Avek
Frauen, 1500 Meter: Vorläufe
Frauen, 3000 Meter: Vorläufe

- Aaron Dupnai
10.000 Meter: Vorläufe
Marathon: 75. Platz

- John Hou
100 Meter: Vorläufe

- Iammogapi Launa
Frauen, Siebenkampf: 25. Platz

- John Siguria
800 Meter Hürden: Vorläufe
1500 Meter: Vorläufe

- Takale Tuna
200 Meter: Vorläufe
400 Meter: Viertelfinale

### Segeln
- Graham Numa
Windsurfen: 44. Platz